# Kanton Châteauneuf-sur-Charente
Kanton Châteauneuf-sur-Charente (fr. Canton de Châteauneuf-sur-Charente) je francouzský kanton v departementu Charente v regionu Poitou-Charentes. Skládá se z 15 obcí.

## Obce kantonu
- Angeac-Charente
- Birac
- Bonneuil
- Bouteville
- Châteauneuf-sur-Charente
- Éraville
- Graves-Saint-Amant
- Malaville
- Mosnac
- Nonaville
- Saint-Simeux
- Saint-Simon
- Touzac
- Vibrac
- Viville